# 34e cérémonie des César
La 34e cérémonie des César du cinéma, récompensant les films sortis en 2008, s'est déroulée le 27 février 2009 au théâtre du Châtelet, à Paris.
Charlotte Gainsbourg en était la présidente, et le maître de cérémonie était Antoine de Caunes, qui avait déjà présenté les César en 2008. Cette édition est également diffusée en direct et en clair sur Canal+.
Les nominations ont été annoncées le 23 janvier 2009.

## Présentateurs et intervenants
Par ordre d'apparition.
- Charlotte Gainsbourg, présidente de la cérémonie
- Antoine de Caunes, maître de cérémonie
- Tomer Sisley, remise du César de la meilleure actrice dans un second rôle
- Cécile Cassel, remise du César du meilleur espoir masculin
- Laurent Stocker et Léa Drucker, remise du César du meilleur montage
- Julie Depardieu, remise du César du meilleur acteur dans un second rôle
- Antoine de Caunes, hommage à Claude Berri
- Monica Bellucci, remise du César du meilleur film étranger
- Tilda Swinton, remise du César de la meilleure adaptation
- Dany Boon, remise du César du meilleur premier film[1]
- Amira Casar et Guillaume Gallienne, remise du César du meilleur son et César du meilleur costume
- Florence Foresti, remise du César du meilleur scénario original
- Emma Thompson, remise du César d'honneur à Dustin Hoffman
- Fausses publicités avec François Berléand, Valérie Lemercier, Carole Bouquet
- Mylène Jampanoï, remise du César de la meilleure photographie
- Aïssa Maïga, remise du César de la meilleure musique écrite pour un film
- Élie Semoun, imitation de Tootsie et remise du César du meilleur film documentaire
- Hommage aux disparus de l'année 2008 (dont Guillaume Depardieu et Christian Fechner)
- Les jeunes acteurs d’Entre les murs, remise du César du meilleur décor
- Julie Ferrier, remise du César du meilleur court métrage
- Gaspard Ulliel, remise du César du meilleur espoir féminin
- Carole Bouquet, remise du César du meilleur réalisateur
- Diane Kruger, remise du César du meilleur acteur
- Lambert Wilson, remise du César de la meilleure actrice
- Sean Penn et Charlotte Gainsbourg, remise du César du meilleur film

## Palmarès

### Meilleur film
- Séraphine de Martin Provost, produit par Miléna Poylo, Gilles Sacuto
  - Entre les murs de Laurent Cantet, produit par Caroline Benjo, Carole Scotta
  - Il y a longtemps que je t'aime de Philippe Claudel, produit par Yves Marmion
  - Mesrine (L'Instinct de mort et L'Ennemi public no 1) de Jean-François Richet, produit par Thomas Langmann
  - Paris de Cédric Klapisch, produit par Bruno Levy
  - Le Premier Jour du reste de ta vie de Rémi Bezançon, produit par Éric Altmayer, Nicolas Altmayer, Isabelle Grellat
  - Un conte de Noël d'Arnaud Desplechin, produit par Pascal Caucheteux

### Meilleur réalisateur
- Jean-François Richet pour Mesrine (L'Instinct de mort et L'Ennemi public no 1)
  - Rémi Bezançon pour Le Premier Jour du reste de ta vie
  - Laurent Cantet pour Entre les murs
  - Arnaud Desplechin pour Un conte de Noël
  - Martin Provost pour Séraphine

### Meilleur acteur
- Vincent Cassel pour le rôle de Jacques Mesrine dans Mesrine (L'Instinct de mort et L'Ennemi public no 1)
  - François-Xavier Demaison pour le rôle de Coluche dans Coluche, l'histoire d'un mec
  - Guillaume Depardieu pour le rôle de Damien dans Versailles
  - Albert Dupontel pour le rôle d'Antoine Méliot dans Deux jours à tuer
  - Jacques Gamblin pour le rôle de Robert Duval dans Le Premier Jour du reste de ta vie

### Meilleure actrice
- Yolande Moreau pour le rôle de Séraphine de Senlis dans Séraphine
  - Catherine Frot pour le rôle de Prudence Beresford dans Le Crime est notre affaire
  - Kristin Scott Thomas pour le rôle de Juliette Fontaine dans Il y a longtemps que je t'aime
  - Tilda Swinton pour le rôle de Julia dans Julia
  - Sylvie Testud pour le rôle de Françoise Sagan dans Sagan

### Meilleur acteur dans un second rôle
- Jean-Paul Roussillon pour le rôle d'Abel dans Un conte de Noël 
  - Benjamin Biolay pour le rôle du père de Stella dans Stella
  - Claude Rich pour le rôle de Robert dans Aide-toi, le ciel t'aidera
  - Pierre Vaneck pour le rôle du père d'Antoine dans Deux jours à tuer
  - Roschdy Zem pour le rôle de Christophe Abadi dans La Fille de Monaco

### Meilleure actrice dans un second rôle
- Elsa Zylberstein pour le rôle de Léa dans Il y a longtemps que je t'aime
  - Jeanne Balibar pour le rôle de Peggy Roche dans Sagan
  - Anne Consigny pour le rôle d'Elizabeth dans Un conte de Noël
  - Édith Scob pour le rôle d'Hélène Berthier dans L'Heure d'été
  - Karin Viard pour le rôle de la boulangère dans Paris

### Meilleur espoir masculin
- Marc-André Grondin pour le rôle de Raphaël Duval dans Le Premier Jour du reste de ta vie
  - Ralph Amoussou pour le rôle de Victor dans Aide-toi, le ciel t'aidera
  - Laurent Capelluto pour le rôle de Simon dans Un conte de Noël
  - Grégoire Leprince-Ringuet pour le rôle d'Otto dans La Belle Personne
  - Pio Marmaï pour le rôle d'Albert Duval dans Le Premier Jour du reste de ta vie

### Meilleur espoir féminin
- Déborah François pour le rôle de Fleur Duval dans Le Premier Jour du reste de ta vie
  - Marilou Berry pour le rôle de Mélanie Lupin dans Vilaine
  - Louise Bourgoin pour le rôle d'Audrey Varella dans La Fille de Monaco
  - Anaïs Demoustier pour le rôle de Jeanne dans Les Grandes Personnes
  - Léa Seydoux pour le rôle de Junie de Chartres dans La Belle Personne

### Meilleur scénario original
- Séraphine –  Marc Abdelnour et Martin Provost
  - Le Premier Jour du reste de ta vie – Rémi Bezançon
  - Bienvenue chez les Ch'tis – Dany Boon, Franck Magnier et Alexandre Charlot
  - Il y a longtemps que je t'aime – Philippe Claudel
  - Un conte de Noël – Arnaud Desplechin et Emmanuel Bourdieu

### Meilleure adaptation
- Entre les murs – Laurent Cantet, François Bégaudeau et Robin Campillo (adapté du roman homonyme de François Bégaudeau)
  - Deux jours à tuer – Eric Assous, François d'Épenoux et Jean Becker (adapté du roman homonyme de François d'Épenoux)
  - Le crime est notre affaire – Clémence de Biéville, François Caviglioli et Nathalie Lafaurie (adapté du roman Le Train de 16 h 50 de Agatha Christie)
  - Mesrine (L'Instinct de mort et L'Ennemi public no 1) – Abdel Raouf Dafri et Jean-François Richet (adapté du récit L'Instinct de mort de Jacques Mesrine)
  - La Belle Personne – Christophe Honoré et Gilles Taurand (adapté du roman La Princesse de Clèves de Madame de La Fayette)

### Meilleurs décors
- Séraphine – Thierry François 
  - Mesrine (L'Instinct de mort et L'Ennemi public no 1) – Emile Ghigo
  - Home – Ivan Niclass
  - Faubourg 36 – Jean Rabasse
  - Les Enfants de Timpelbach – Olivier Raoux

### Meilleurs costumes
- Séraphine – Madeline Fontaine
  - Les Femmes de l'ombre – Pierre-Jean Larroque
  - Mesrine (L'Instinct de mort et L'Ennemi public no 1) – Virgine Montel
  - Sagan – Nathalie du Roscoät
  - Faubourg 36 – Carine Sarfati

### Meilleure photographie
- Séraphine – Laurent Brunet
  - Mesrine (L'Instinct de mort et L'Ennemi public no 1) – Robert Gantz
  - Un conte de Noël – Éric Gautier
  - Home – Agnès Godard
  - Faubourg 36 – Tom Stern

### Meilleur montage
- Le Premier Jour du reste de ta vie – Sophie Reine
  - Un conte de Noël – Laurence Briaud
  - Entre les murs – Robin Campillo et Stéphanie Léger
  - Paris – Francine Sandberg
  - Mesrine (L'Instinct de mort et L'Ennemi public no 1) – Hervé Schneid et Bill Pankow

### Meilleur son
- Mesrine (L'Instinct de mort et L'Ennemi public no 1) – Jean Minondo, Gérard Hardy, Alexandre Widmer, Loïc Prian, François Groult et Hervé Buirette
  - Un conte de Noël – Jean-Pierre Laforce, Nicolas Cantin et Sylvain Malbrant
  - Entre les murs – Olivier Mauvezin, Agnès Ravez et Jean-Pierre Laforce
  - Faubourg 36 – Daniel Sobrino, Roman Dymny et Vincent Goujon
  - Séraphine – Philippe Vandendriessche, Emmanuel Croset et Ingrid Ralet

### Meilleure musique écrite pour un film
- Séraphine – Michael Galasso
  - Il y a longtemps que je t'aime – Jean-Louis Aubert
  - Mesrine (L'Instinct de mort et L'Ennemi public no 1) – Marco Beltrami et Marcus Trumpp
  - Le Premier Jour du reste de ta vie – Sinclair
  - Faubourg 36 – Reinhardt Wagner

### Meilleur premier film
- Il y a longtemps que je t'aime de Philippe Claudel
  - Home de Ursula Meier
  - Mascarades de Lyes Salem
  - Pour elle de Fred Cavayé
  - Versailles de Pierre Schoeller

### Meilleur film documentaire
- Les Plages d'Agnès d'Agnès Varda
  - Elle s'appelle Sabine de Sandrine Bonnaire
  - J'irai dormir à Hollywood d'Antoine de Maximy
  - Tabarly de Pierre Marcel
  - La Vie moderne de Raymond Depardon

### Meilleur court-métrage
- Les Miettes de Pierre Pinaud
  - Les Paradis perdus de Hélier Cisterne
  - Skhizein de Jérémy Clapin
  - Taxi Wala de Lola Frederich
  - Une leçon particulière de Raphaël Chevènement

### Meilleur film étranger
- Valse avec Bachir d'Ari Folman •  Israël
  - Eldorado de Bouli Lanners •  Belgique
  - Gomorra de Matteo Garrone •  Italie
  - Into the Wild de Sean Penn •  États-Unis
  - Le Silence de Lorna de Jean-Pierre et Luc Dardenne •  Belgique
  - There Will Be Blood de Paul Thomas Anderson •  États-Unis
  - Two Lovers de James Gray •  États-Unis

### César d'honneur
- Dustin Hoffman[2]

## Récompenses et nominations multiples

### Nominations multiples
10 : Mesrine (L'Instinct de mort et L'Ennemi public no 1)
9 : Le Premier Jour du reste de ta vie, Séraphine, Un conte de Noël
6 : Il y a longtemps que je t'aime
5 : Entre les murs, Faubourg 36
3 :  Paris, Deux jours à tuer, Sagan, La Belle Personne, Home
2 :  Versailles, Le Crime est notre affaire,  Aide-toi, le ciel t'aidera, La Fille de Monaco

### Récompenses multiples
7 / 9 : Séraphine
3 / 10 : Mesrine (L'Instinct de mort et L'Ennemi public no 1)
3 / 9 : Le Premier Jour du reste de ta vie
2 / 6 : Il y a longtemps que je t'aime